# Kailani Craine
Kailani Craine (Newcastle, 13 augustus 1998) is een Australisch kunstschaatsster. Ze is tienvoudig Australisch kampioen en vertegenwoordigde in 2018 haar vaderland op de Olympische Winterspelen in Pyeongchang.

## Biografie
Craine begon op achtjarige leeftijd tijdens een verjaardagsfeestje met kunstschaatsen. Ze kwam haar latere coach Tiffany Chin op haar twaalfde tegen bij een zomerkamp in Californië. Naast Chin bewondert ze de schaatskunsten van de Japanse Mao Asada. Craine was vier keer nationaal kampioene bij de junioren, en zes keer bij de senioren. Ze nam twee keer deel aan de WK voor junioren (35e in 2014, 16e in 2015) en vertegenwoordigde in 2017 haar vaderland op de Aziatische Winterspelen.
Bovendien deed ze zes keer mee aan het 4CK, vijf keer aan het WK en een keer aan de Olympische Winterspelen.

## Persoonlijke records
Behaald tijdens ISU wedstrijden. 
|                     | punten | datum      | toernooi                     |
| ------------------- | ------ | ---------- | ---------------------------- |
| Hoogste totaalscore | 167.84 | 21-09-2018 | Autumn Classic International |
| Hoogste korte kür   | 060.64 | 07-02-2019 | 4CK                          |
| Hoogste lange kür   | 111.64 | 21-09-2018 | Autumn Classic International |

## Belangrijke resultaten
| Kampioenschap                                     | 12/13 | 13/14 | 14/15 | 15/16 | 16/17         | 17/18         | 18/19         | 19/20         | 20/21         | 21/22         |
| ------------------------------------------------- | ----- | ----- | ----- | ----- | ------------- | ------------- | ------------- | ------------- | ------------- | ------------- |
| Olympische Spelen                                 |       |       |       |       |               | 17e           |               |               |               | 29e           |
| Wereldkampioenschap                               |       |       |       | 27e   | 24e           | 17e           | 36e           | *             | 26e           | 22e           |
| Viercontinentenkampioenschap                      |       |       | 12e   | 13e   | 16e           | 16e           | 15e           | 12e           | *             | 12e           |
| Aziatische Spelen                                 |       |       |       |       | 5e            |               |               |               |               |               |
| Nationaal kampioenschap                           |       |       | Goud  | Goud  | Goud          | Goud          | Goud          | Goud          | *             | *             |
| WK junioren                                       |       | 35e   | 16e   |       | geen deelname | geen deelname | geen deelname | geen deelname | geen deelname | geen deelname |
| NK junioren                                       | Goud  | Goud  | Goud  | Goud  | geen deelname | geen deelname | geen deelname | geen deelname | geen deelname | geen deelname |
| * Afgelast naar aanleiding van de coronapandemie. |       |       |       |       |               |               |               |               |               |               |